# Telêmaco Borba
Telêmaco Borba è un comune del Brasile nello Stato del Paraná, parte della mesoregione del Centro Oriental Paranaense e della microregione di Telêmaco Borba. La popolazione è di 77 276 abitanti (2017).
Il comune venne creato nel 1963. La città si trova a 249 km dalla capitale Curitiba.